# 윌 에런슨

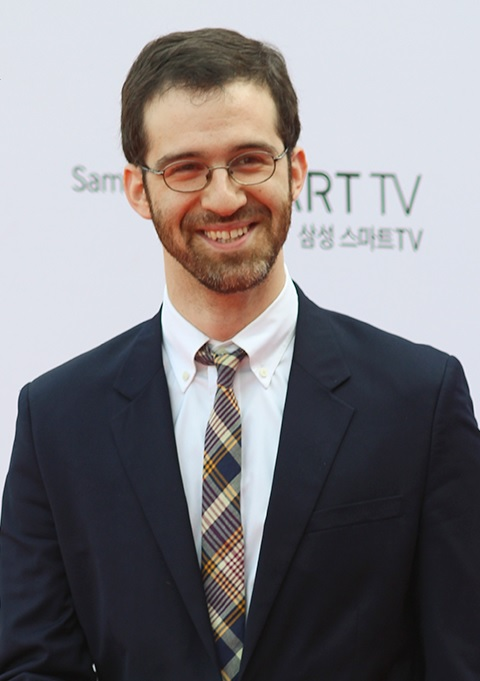
2013년 6월 3일 더 뮤지컬 어워즈 레드카펫에서 윌 에런슨

윌리엄 랜드리 에런슨(William Landry Aronson, 1981년 ~ ), 간단히 윌 에런슨(Will Aronson)은 미국의 연극 및 뮤지컬 작곡가이다. 《번지점프를 하다》의 작곡가로 잘 알려져 있다.

## 수상 및 후보
- 2012년 제18회 한국뮤지컬대상 음악상
- 2013년 제7회 더 뮤지컬 어워즈 작곡작사상